# Stewart County (Tennessee)
Das Stewart County ist ein County im US-amerikanischen Bundesstaat Tennessee. Das U.S. Census Bureau hat bei der Volkszählung 2020 eine Einwohnerzahl von 13.657 ermittelt. Der Verwaltungssitz (County Seat) ist Dover.

## Geografie
Das County liegt nordwestlich des geografischen Zentrums von Tennessee beiderseits des Cumberland River und am Ostufer des zum Kentucky Lake aufgestauten Tennessee River. Es grenzt im Norden an Kentucky und hat eine Fläche von 1277 Quadratkilometern, wovon 90 Quadratkilometer Wasserfläche sind. An das Stewart County grenzen folgende Nachbarcountys:
| Calloway County (Kentucky) | Trigg County (Kentucky) | Christian County (Kentucky) |
| Henry County               |                         | Montgomery County           |
| Benton County              | Houston County          |                             |

## Geschichte
Das Stewart County wurde am 1. November 1803 aus Teilen des Montgomery County gebildet. Benannt wurde es nach Duncan Stewart (1763–1819), dem ersten Vizegouverneur des Bundesstaates Mississippi (1817–1819) und Abgeordneten im Senat von Tennessee (1801–1807).

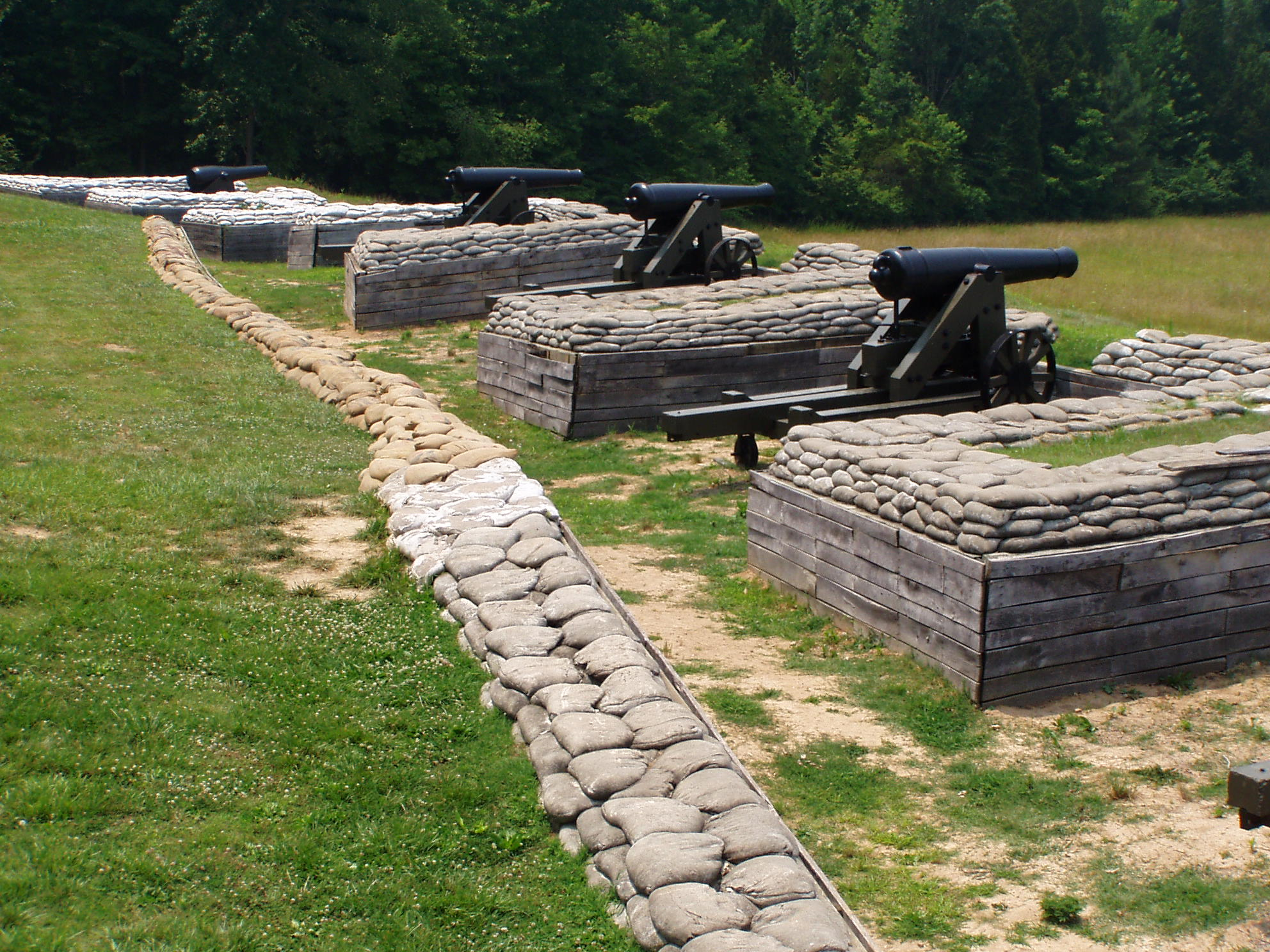
Artilleriestellung auf dem Fort Donelson National Battlefield.

15 Bauwerke und Stätten des Countys sind im National Register of Historic Places (NRHP) eingetragen (Stand 4. September 2018), darunter das Fort Donelson National Battlefield.

## Demografische Daten
Nach der Volkszählung im Jahr 2010 lebten im Stewart County 13.324 Menschen in 5383 Haushalten. Die Bevölkerungsdichte betrug 11,2 Einwohner pro Quadratkilometer. In den 5383 Haushalten lebten statistisch je 2,44 Personen.
Ethnisch betrachtet setzte sich die Bevölkerung zusammen aus 94,8 Prozent Weißen, 1,8 Prozent Afroamerikanern, 0,6 Prozent amerikanischen Ureinwohnern, 1,1 Prozent Asiaten sowie aus anderen ethnischen Gruppen; 1,7 Prozent stammten von zwei oder mehr Ethnien ab. Unabhängig von der ethnischen Zugehörigkeit waren 2,1 Prozent der Bevölkerung spanischer oder lateinamerikanischer Abstammung.
22,3 Prozent der Bevölkerung waren unter 18 Jahre alt, 60,7 Prozent waren zwischen 18 und 64 und 17,0 Prozent waren 65 Jahre oder älter. 50,2 Prozent der Bevölkerung war weiblich.

Das jährliche Durchschnittseinkommen eines Haushalts lag bei 40.214 USD. Das Pro-Kopf-Einkommen betrug 20.670 USD. 17,1 Prozent der Einwohner lebten unterhalb der Armutsgrenze.

## Ortschaften im Stewart County
| City - Dover | Town - Cumberland City |

Unincorporated Communities
- Big Rock
- Bumpus Mills
- Indian Mound

## Gliederung
Das Stewart County ist in sieben durchnummerierte Distrikte eingeteilt:
| Distrikt | Einwohner (2010) | FIPS     |
| -------- | ---------------- | -------- |
| 1        | 1976             | 47-90162 |
| 2        | 1824             | 47-90352 |
| 3        | 1840             | 47-90542 |
| 4        | 1855             | 47-90732 |
| 5        | 1762             | 47-90922 |
| 6        | 2107             | 47-91112 |
| 7        | 1960             | 47-91302 |